# Ondori Island
Ondori Island (japanisch おんどり島 Ondori-jima, deutsch ‚Hahneninsel‘) ist eine Insel vor der Prinz-Harald-Küste des ostantarktischen Königin-Maud-Lands. In der Gruppe Flatvær liegt sie 1,5 km nördlich der Ongul-Insel und 1,3 km westlich der Nesøya im nordöstlichen Teil der Lützow-Holm-Bucht.
Vermessungen und Luftaufnahmen der von 1957 bis 1962 durchgeführten japanischen Antarktisexpedition dienten ihrer Kartierung. Die 1972 durch japanische Wissenschaftler vorgenommene Benennung in Anlehnung an diejenige von Mendori Island übertrug das Advisory Committee on Antarctic Names im Jahr 1975 ins Englische.